# Campionati africani di atletica leggera 2012 - 1500 metri piani maschili
La specialità dei 1500 metri piani maschili ai campionati africani di atletica leggera di Porto-Novo 2012 si è svolta il 30 giugno e il 1º luglio 2012 presso lo Stade Charles de Gaulle di Porto-Novo, in Benin.
La gara è sta vinta dal kenyano Caleb Ndiku, che ha preceduto il gibutiano Ayanleh Souleiman (argento) e il connazionale James Magut (bronzo).

## Medagliere
| Oro     | Caleb Ndiku Kenya        |
| Argento | Ayanleh Souleiman Gibuti |
| Bronzo  | James Magut Kenya        |

## Programma
| Data           | Ora   | Evento   |
| -------------- | ----- | -------- |
| 30 giugno 2012 | 15:40 | Batterie |
| 1º luglio 2012 | 16:40 | Finale   |

## Risultati

### Batterie
Si qualificano per la finale i primi 4 atleti classificati in ogni gruppo ed i 4 che hanno realizzato i migliori tempi tra gli esclusi.
| Class | Gruppo | Nome                     | Nazione        | Tempo   | Note |
| ----- | ------ | ------------------------ | -------------- | ------- | ---- |
| 1     | 2      | Ayanleh Souleiman        | Gibuti         | 3:40.79 | Q    |
| 1     | 2      | James Magut              | Kenya          | 3:40.79 | Q    |
| 3     | 2      | Imad Touil               | Algeria        | 3:41.00 | Q    |
| 4     | 2      | Zebene Alemayehu         | Etiopia        | 3:41.19 | Q    |
| 5     | 2      | Juan van Deventer        | Sudafrica      | 3:41.37 | q    |
| 6     | 2      | Fouad El Kam             | Marocco        | 3:41.45 | q    |
| 7     | 1      | Abednego Miti Chesebe    | Kenya          | 3:42.20 | Q    |
| 8     | 1      | Caleb Mwangangi Ndiku    | Kenya          | 3:42.21 | Q    |
| 9     | 1      | Abiyot Abinet            | Etiopia        | 3:42.34 | Q    |
| 10    | 2      | Yakdah Ousman            | Sudan          | 3:42.42 | q    |
| 11    | 1      | Johan Cronje             | Sudafrica      | 3:42.60 | Q    |
| 12    | 1      | Peter van der Westhuizen | Sudafrica      | 3:42.72 | q    |
| 13    | 1      | Flavio Seholhe           | Mozambico      | 3:46.08 |      |
| 14    | 2      | Daniel Gidey             | Etiopia        | 3:47.24 |      |
| 15    | 1      | Daniel Nghipandula       | Namibia        | 3:50.13 |      |
| 16    | 1      | Jaida Khaled             | Libia          | 3:50.72 |      |
| 17    | 2      | Franck Ngouari Mouissi   | Rep. del Congo | 3:54.32 |      |
| 18    | 1      | Aboubakr Ahmed           | Uganda         | 3:57.93 |      |
| 19    | 1      | Bachir Maman Moutari     | Niger          | 3:58.02 |      |
| 20    | 1      | Alassan Aboudou          | Togo           | 4:00.40 |      |
| 21    | 1      | Ali Ahmed Mohamed        | Gibuti         | 4:08.58 |      |
| dnf   | 2      | Omar Adam                | Libia          | dnf     |      |
| dns   | 1      | Taoufik Makhloufi        | Algeria        | dns     |      |
| dns   | 1      | Cornelus Bura            | Tanzania       | dns     |      |
| dns   | 2      | Emile Zangre             | Burkina Faso   | dns     |      |
| dns   | 2      | Senay Amlesom            | Eritrea        | dns     |      |
| dns   | 2      | Abdoulaye Alassani       | Togo           | dns     |      |

### Finale
| Class   | Nome                     | Nazione   | Tempo   | Note                  |
| ------- | ------------------------ | --------- | ------- | --------------------- |
| Oro     | Caleb Mwangangi Ndiku    | Kenya     | 3:35.71 | Record dei campionati |
| Argento | Ayanleh Souleiman        | Gibuti    | 3:36.34 |                       |
| Bronzo  | James Magut              | Kenya     | 3:36.35 |                       |
| 4       | Abednego Miti Chesebe    | Kenya     | 3:36.76 |                       |
| 5       | Johan Cronje             | Sudafrica | 3:38.27 |                       |
| 6       | Abiyot Abinet            | Etiopia   | 3:38.46 |                       |
| 7       | Fouad El Kam             | Marocco   | 3:39.90 |                       |
| 8       | Juan van Deventer        | Sudafrica | 3:40.80 |                       |
| 9       | Imad Touil               | Algeria   | 3:40.95 |                       |
| 10      | Zebene Alemayehu         | Etiopia   | 3:41.00 |                       |
| 11      | Peter van der Westhuizen | Sudafrica | 3:43.40 |                       |
| 12      | Yakdah Ousman            | Sudan     | 3:45.65 |                       |